# Igreja de Gesù Nuovo

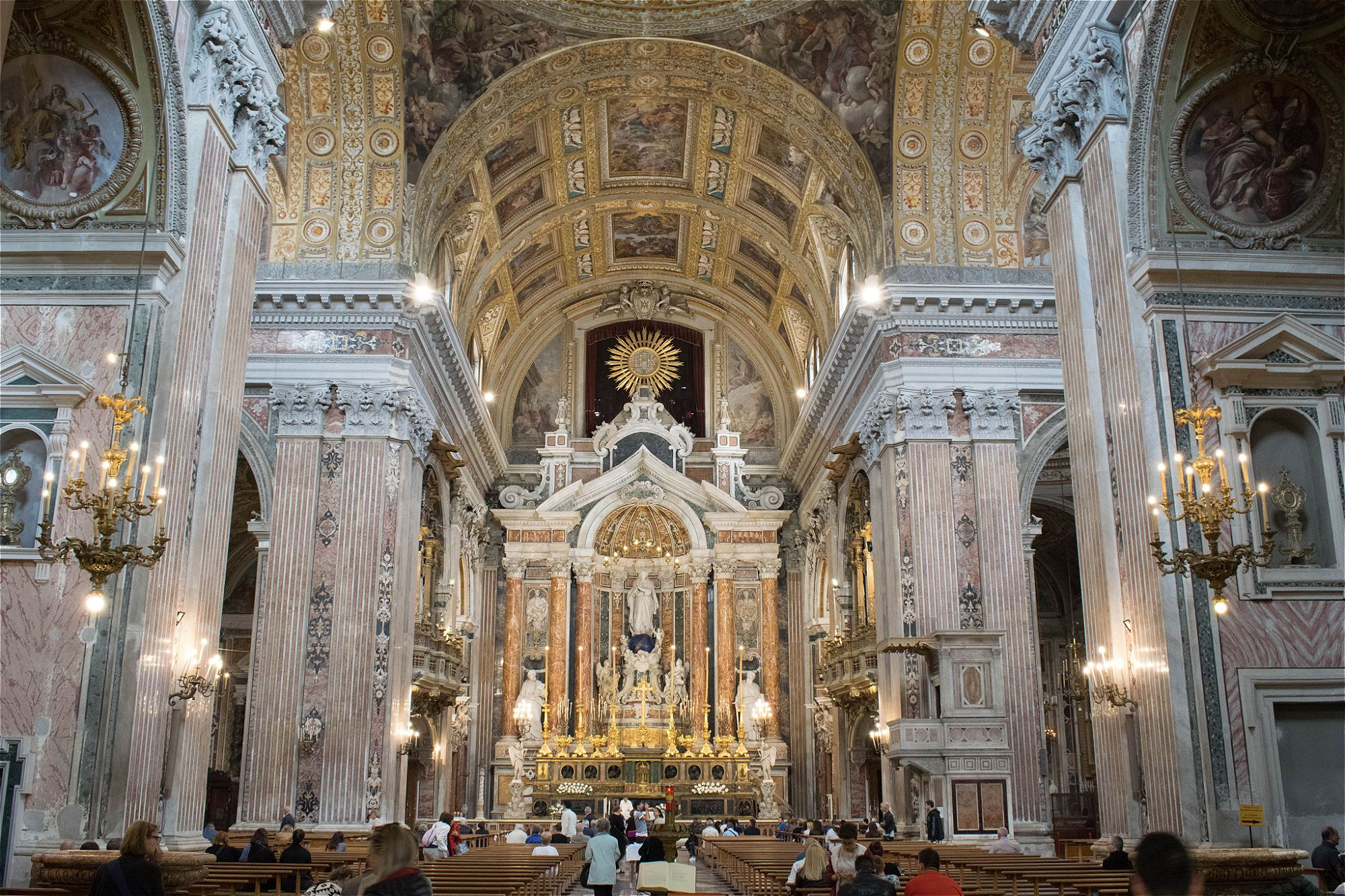
Vista para o altar principal

A igreja de Gesù Nuovo (em italiano: New Jesus) é o nome de uma igreja e de uma praça em Nápoles, Itália. Ele está localizado fora do limite oeste do centro histórico da cidade. A sudeste da torre, pode-se ver a um quarteirão de distância a Fonte de Monteoliveto e a praça da igreja de Sant'Anna dei Lombardi . A praça é resultado da expansão da cidade para o oeste, iniciada no início do século XVI, sob o governo do vice-rei espanhol Pedro Álvarez de Toledo. A praça de Gesù Nuovo contém três marcos importantes:
- A Igreja de Gesù Nuovo
- A Igreja de Santa Chiara
- A torre ou guglia da Virgem Imaculada